# 모나리자
《모나리자》(영어: Mona Lisa)는 16세기 르네상스 시대에 레오나르도 다 빈치가 그린 초상화로, 현재 프랑스 파리 루브르 박물관에 전시되어 있다. "모나"(mona)는 유부녀 이름 앞에 붙이는 이탈리아어 경칭이고, "리자"(Lisa)는 초상화의 모델이 된 여인의 이름이다. 즉, 한국어로 하면 "리자 여사"라는 뜻이 된다. 이탈리아에서는 《조콘다》(이탈리아어: Gioconda)라 하는데 이는 "조콘도의 부인" 또는 "명랑한 여자", "웃고 있는 여자"라는 뜻이다.
이탈리아 르네상스의 전형적인 걸작으로 여겨지는 이 작품은 "전세계에 가장 널리 알려져 있고, 작품을 직접 보기 위한 방문객이 가장 많으며, 가장 많이 언급되고, 가장 많이 노래되고, 가장 많이 패러디된 예술 작품"이다. 수수께끼 같은 표정 때문에 말도 많고 끊임없이 다른 작가들에 의해 모방되고 상업적인 목적으로 이용되고 있다.
이와 같이 인류 역사상 가장 유명한 그림이며 세상에 가장 많이 그리고 널리 알려진 그림이라는 유명세를 지니고 있지만 정작 이 작품에 대해 정확히 알려진 것은 거의 없다. 알려진 몇몇가지 들은 대부분 후대 연구자들의 연구 결과일 뿐이다. 작업을 시작한 시기나 총 작업기간, 의뢰자나 모델의 정체 등을 명확히 알 수 없는 이유는 이 작품을 그리고 있을 당시에 그 과정을 적어놓은 기록이 없기 때문이다. 따라서 전 세계의 많은 연구자들이 이 작품의 수수께끼를 푸는 일에 매달리기도 하였다.
레오나르도 다빈치가 작업을 처음 시작한 것은 1503년경으로 추정되며 의뢰자에게 전달하지 못하게 되자 자신이 보관하며 틈틈이 작업하였던 것으로 보여진다. 프랑수아 1세의 초청으로 프랑스로 이주한 후에도 조금씩 작업을 하여 1517년경에 프랑스에서 완성하였다고 한다. 눈썹이 없는 것이 작품의 특징 중 하나인데 이에 대한 해석은 분분하며 이로 인하여 미완성 작품이라는 해석도 있다.
이 작품은 프랑스 국왕 프랑수아 1세가 소장하고 있다가, 1797년부터 파리의 루브르 박물관에 상설 전시되어 있었다. 그러던중 1911년 8월, 루브르 미술관에서 일하던 이탈리아 출신 이민자 빈첸조 페루자가 훔쳐서 이탈리아로 반출하였다. 피렌체의 골동품상에게 넘기려고 하다가 현장에서 체포되며 발각되었고, 1914년 1월 프랑스에 반환되어 현재에는 루브르 박물관에 전시 되어있다.
이 그림은 여러 가지 면에서 선구적인 작품으로 당시로서는 새로운 방식인 유화기법을 사용했으며, 선을 부드럽게 하는 '스푸마토'(sfumato) 기법을 사용하여 엷은 안개가 덮인 듯한 효과를 주고 있다. 구도는 당시에 가장 기본적인 초상화 구도였던 피라미드의 형태를 띠고 있다. 또한 인물을 배경보다 높게 배치하는 방식은 오늘날 화가들이 흔히 사용하는 방법이지만 르네상스 시대에는 드문 방식을 사용하였다.

## 제작
《모나리자》는 《최후의 만찬》, 《동방박사의 경배》, 《광야의 성 히에로니무스》와 함께 그 제작자가 레오나르도 다 빈치임이 명백한 작품이다. 1503년 10월부터 리사 델 조콘도의 초상화로 그려지기 시작했다는 것이 중론이며 1503년 또는 1504년에 피렌체에서 그려지기 시작했다는 이론도 있다. 루브르 박물관은 "의심할 것 없이 1503년에서 1506년 사이에 그려졌다"고 서술하지만 미술사학자 마틴 켐프는 확실히 날짜를 확인하는 데 어려움이 있다고 말한다. 알레산드로 베초시는 이 그림이 레오나르도 다 빈치의 생애 말기인 1513년 이후의 스타일로 그려졌다고 본다. 1513년부터 그림을 그리기 시작했다는 주장에도 문헌적 근거가 있는데, "4년 동안 그림을 붙잡고 있었지만, 끝내 완성하지 못한 채로 남겨두었다"는 바사리의 기록에 따른 것이다. 이러한 주장에 의하면 1516년 다빈치가 프랑수아 1세로부터 앙부아즈성 근처의 클로 루체(Clos Lucé)에서 일하도록 초청받았을 때 《모나리자》도 들고 가서 계속 작업했다고 본다. 미술사학자 카르멘 C. 밤바흐는 레오나르도가 1516년 또는 1517년까지 이 작품을 계속 다듬었을 것으로 본다. 이 때 1517년경 레오나르도의 오른손이 마비된 것이 《모나리자》가 완성되지 않은 까닭으로 본다.
1550년에 출간된 조르조 바사리의 《미술가 열전》에 의하면, 이 그림은 1503년 여름 프란체스코 델 조콘도(Francesco del Giocondo)라는 상인이 새로 지은 자신의 집 거실에 걸어 두기 위해 자기 부인의 초상화를 의뢰했다고 한다. 그런데 이 작품은 의뢰자에게 전달되지 못했는데 이에 관해서도 여러 가지 설이 있다. 첫 번째는, 의뢰를 받은 몇 달 뒤에 베키오 궁을 장식할 작품 주문이 들어와서 이 그림은 주문자인 프란체스코 델 조콘도에게 전달될 일이 없어졌다고 한다. 두 번째는, 그 당시 조콘도의 부인은 이미 아이 셋을 낳은 애 엄마였으나 조콘도가 원한 것은 23세로 아직 젊지만, 모성애 가득한 여인을 그려달라고 하였다. 그러나 조콘도의 기대와 달리 왠지 무서운 배경 속에 눈썹 없는 여인이 맘에 들지 않아 인수를 거절했다고 한다. 당시 눈썹이 없는 여인은 행실 나쁜 여인들을 가리키기도 했기 때문이다. 또 다른 설은 다빈치가 완벽주의자였기 때문에 완성도가 떨어지는 그림을 의뢰자에게 내 놓을 수 없었다는 것이다. 그래서 결국 다빈치가 평생 동안 자신이 갖고 있게 된 것이다.
많은 전문가들은 1519년 레오나르도의 죽음 이후 그 행적, 제작 동기와 시기에 대한 상반된 기록들, 라파엘로의 스케치의 세부 사항 차이 때문에 레오나르도가 두 장의 그림을 제작한 것으로 추정한다. 이 주장에 의하면 첫 번째 그림은 1503년 즈음에 조콘도가 의뢰하여 레오나르도의 제자이자 조수인 살라치가 1524년 사망할 때까지 미완성 상태로 남겨져 있었다. 두 번째 그림은 현재 루브르 박물관에 소장중인 작품으로, 1513년 줄리아노 데 메디치의 의뢰로 그려져 1518년 살라치가 프랑수아 1세에게 판매한 것으로 추정된다. 진정한 《모나리자》는 단 하나였다고 믿는 학자들도 있지만, 앞서 언급한 두 가지 운명에 대해서는 의견이 분분하다.
16세기 언젠가 그림에 니스가 발라졌다. 《모나리자》는 루이 14세가 베르사유궁으로 옮길 때까지 퐁텐블로궁에 보관되어 있었고, 프랑스 혁명 때까지 그곳에 있었다. 1797년부터 루브르 박물관에서 영구 전시되었다.

## 모델
모델이 누군가에 대해서는 의견이 분분하다. 조르조 바사리에 의하면 그림의 모델은 1479년 피렌체에서 평민 가정에서 태어나 16세에 상인인 프란체스코 디 바르토로메오 델 조콘도(Francesco di Bartolomeo del GiocondO)와 결혼한 리사 마리아 게라르디니이며, 그녀의 자연스러운 미소를 얻기 위해 악사, 광대 등을 동원했다는 주장이 있다. 그러나 미국 뉴욕 소재 '스쿨 오브 비주얼 아츠'의 릴리안 슈워츠 그래픽 컨설턴트는 《모나리자》의 그림이 다빈치 자신의 자화상을 여성화시켜 그린 것이라고 주장하여 모델이 누구인지에 대한 의견이 분분하다. 또 다른 이론인, 그림의 주제는 레오나르도의 어머니라는 것이다.
《모나리자》의 아름다움과 매력, 그리고 후경의 풍경은 어떤 연관성이 있을까? 《모나리자》를 관찰해보면 구도를 가로로 평행하게 배치된 팔은 안락의자의 팔걸이에 얹혀 있고 바로 우리 눈앞에 있는 듯 가깝게 느껴지는 것은 팔이 너무 아래쪽에 배치되어서 그림과 관람자 사이에 거리감을 만들어내는 공간이 하단부에 별로 없기 때문이기도 하다.
당시에는 인물과 관람자 사이에 난간을 그려 넣어 그 둘 사이에 거리감을 조성하는 전통이 있었으나 《모나리자》는 난간 앞에 서있다. 인물이 눈에 훨씬 더 잘 들어오는 플랑드리 초상화에서는 인물의 앞쪽 아랫부분에 작은 난간을 두어 인물이 그 난간 위에 손을 얹고 있도록 묘사하는 것이 가장 흔한 방식이었다. 하지만 레오나르도는 난간을 그녀의 앞이 아닌 뒤에 배치하고 그 대신 팔로 방어 자세를 취하게 함으로써 어떤 틈도 없다. 레오나르도는 《모나리자》를 관람자의 공간 속으로 끌어다 놓은 것이다.
다빈치는 자기 자신을 위해 이 초상화를 완성을 했고, 사람이 흔적이 보이지 않는 태곳적 풍경은 훨씬 뒤에 천천히 구상한 것이라는 설도 있다.

## 도난 사고

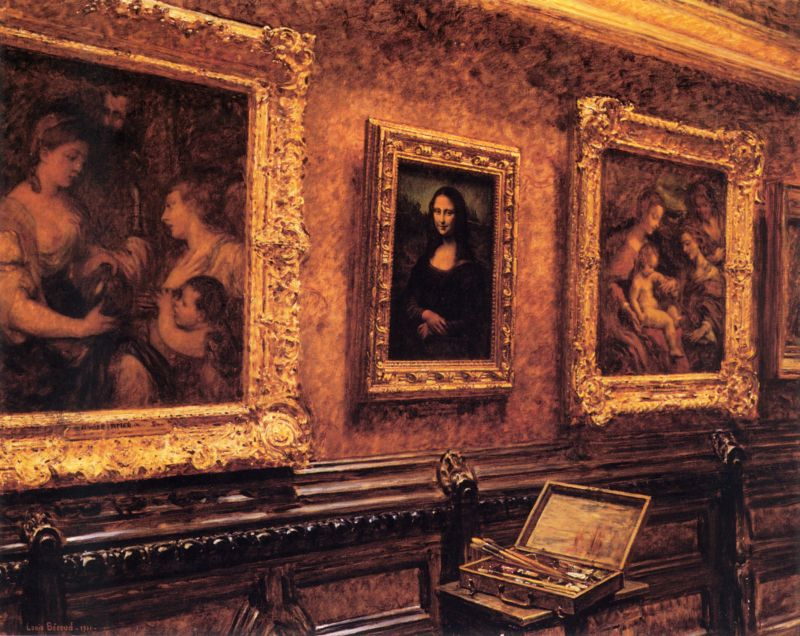
1911년 《모나리자》의 절도 사실을 처음으로 발견한 화가 루이 베루드가 그린 《모나리자》의 모작.

프랑스 혁명 이후 루브르 박물관으로 옮겨졌지만, 1821년에는 튀일리궁에 있는 나폴레옹의 침실로 잠시 옮겨지기도 하였다. 1860년대에는 프랑스 지식인들의 일부가 르네상스 회화의 걸작이라는 지위를 부여하기 시작했다. 프로이센-프랑스 전쟁(1870-1871) 동안에는 루브르 박물관에서 브레스트 해군기지로 옮겨졌다.
1911년 8월 21일에는 루브르 박물관에서 전시중이던 《모나리자》가 도난당하는 일이 발생한다. 1911년까지만 해도 이 그림은 일반 대중들 사이에서 잘 알려진 작품은 아니었다. 박물관측은 다음 날 화가 루이 베루드가 모작을 위해 방문한 후에야 도난 사건을 알았는데, 처음에는 사진촬영을 위해 어딘가로 옮겨진 줄 알았다가 나중에 도난 사실을 알게 되었다. 이후 루브르 박물관은 조사를 위해 일주일간 폐관했다. 미술관과 박물관에 대한 부정적 주장을 펼쳐온 프랑스의 모더니즘 시인 기욤 아폴리네르가 처음에 용의자로 지목되고 체포되어 투옥되었다. 아폴리네르의 친구인 파블로 피카소 역시 끌려와 조사를 받았다. 그러나 두 사람 모두 무죄가 확인되었다. 진범은 루브르 박물관의 직원으로 작품의 유리 케이스를 만드는 일을 하던 빈첸초 페루자였다. 그는 박물관이 문을 닫은 뒤 평소 시간에 건물 안으로 들어가 빗자루 옷장에 숨어 있다가 외투 밑에 그림을 숨겨놓고 걸어 나오는 방식으로 《모나리자》를 빼돌렸다.
페루자는 이탈리아인으로, 레오나르도의 그림이 이탈리아에 반환되었어야 한다고 생각해 이와 같은 범죄를 저질렀다고 진술하였으나, 그림이 도난당한 후 《모나리자〉의 가치가 크게 상승할 것이라는 동료의 꼬드김에도 영향을 받았다. 페루자는 자기 집 난로 밑에 2년 동안 숨겨두었다가, 피렌체에 있는 우피치 미술관의 관리인 조반니 포그에게 《모나리자》를 팔려고 시도하다가 붙잡혔다. 이 작품은 우피치 미술관에서 2주간 전시되었고 1914년 1월 4일 루브르 박물관에 반환되었다. 페루자는 이 범죄로 6개월 동안 감옥살이를 했지만, 이탈리아에서는 환영을 받았다. 도난 사건 1년 후, 이 절도를 계획하고 주도했다고 주장하는 에두아르도 드 발피에르노라는 인물도 나타났다. 이브 초드론이라는 인물이 《모나리자》 6장을 위조하여 미국에서 판매할 예정이었다고도 했다.

## 2차 세계대전 이후
제2차 세계 대전 기간에는 루브르 박물관에서 앙부아즈성으로, 그 다음에는 로크디외 수도원에서 샹보르성으로, 그리고 마지막에는 몽토방의 잉그레스 박물관으로 옮겨졌다.
1956년 12월 30일에는 우고 웅가자 빌레가스라는 한 볼리비아인이 돌을 던져 《모나리자》 왼쪽 팔꿈치의 염료가 일부 떨어져나가는 일도 발생했다. 이미 이로부터 몇 년 전 한 남성이 면도칼로 그림을 베어 훔쳐가려고 시도한 일이 있던 터라 유리창으로 보호를 받고 있었던 덕분에 더 이상 훼손되는 일은 없었다. 이후로는 방탄유리로 그림을 감싸두었지만, 1974년 4월 21일에는 도쿄 국립박물관에서 전시중에 한 여인이 박물관이 장애인들을 충분히 배려하지 않는다며 빨간 스프레이를 뿌리는 방식으로 항의한 적도 있었다. 1976년에는 한 아시인이 총을 밀반입하여 유리창을 쏘았지만, 총알은 창을 뚫지 못하고 유리창에 박혔다. 2009년 8월 2일에는 프랑스 시민권을 거부당한 러시아 여인이 루브르 박물관의 기념품숍에서 판매하는 머그컵을 던지는 일도 있었다. 후자의 경우 컵 파편이 유리 케이스 내부로 들어가긴 했으나 둘 모두 그림이 훼손되지는 않았다.

## 논란
《모나리자》 속 인물에는 눈썹이 그려져 있지 않다. 이것에 대해서는 눈썹을 뽑는 것이 당시 미의 기준이었기 때문에 《모나리자》의 모델도 눈썹이 없는 상태였다는 주장과, 《모나리자》 작품이 눈썹을 그리지 않은 미완성작이라는 설이 있다. 《모나리자》를 연구한 엔지니어 파스칼 코트는 "《모나리자》 눈썹이 청소 중에 지워졌다"며 "《모나리자》의 눈 주위를 자세히 살피면 미세한 금들을 볼 수 있는데, 이는 큐레이터나 그림 복원가가 눈 부위를 부주의하게 닦았다는 증거로 볼 수 있다"고 주장했다. 또한 라파일이 다빈치가 《모나리자》를 그리는 모습을 그린 그림에는 기둥이 있었지만 다빈치의 그림에는 기둥이 없는 이유에 대해 '액자 제작자가 그림을 액자의 크기에 맞추기 위해 기둥 부분을 잘라내버렸다'는 주장도 제기된다.
긴 생머리를 늘어뜨린 현재 그림과는 달리, 처음에는 머리를 묶은 모습을 그렸던 것으로 드러나기도 하였다. 또한 그가 그린 그림에는 붓 자국을 찾을 수 없다고 한다.
1919년에는 마르셀 뒤샹이 《모나리자》의 얼굴에 수염만 붙인 L.H.O.O.Q라는 작품을 그려서 논란이 되기도 했다.
2007년 8월에는 다빈치가 그린 《모나리자》 초안이 공개돼 화제가 되기도 하였다. 이 초안의 밑그림에는 원래 손이 포개지지 않은 상태였던 것으로 드러났다.
《모나리자》의 상반신 또한 4분의 3각도를 취하고 다 관람자를 향해 약간 목을 돌린 모습이다. 두 눈은 우리를 똑바로 내려다보듯이 쳐다보고 있는데, 그녀의 눈에 우리가 다 보이는 것 같은 느낌을 준다 다시 말해 그림 하단부를 막고 있는 팔부터 눈에 이르기까지 《모나리자》가 관람자를 똑바로 응시하고 있는 듯한 느낌을 준다. 또한 관람자는 그녀의 시선 아래에 있는 것처럼 느낀다. 서양화 최초의 누드화라고 알려진 티치아노의 《우르비노의 베누스》에서도 느낄 수 있는 인물의 시선 아래 있는 것만 같은 느낌과 같이 〈모나리자》에서 인물의 시선 아래에 있는 듯한 느낌을 받는다.
후경을 잘 관찰해보면 비논리적인 점이 보인다. 관람자의 시점에서 볼 때 오른쪽에는 높은 산과 거울처럼 평평한 수평선이 왼쪽에 비해 다소 올라와있는 호수가 보인다. 반면에 왼쪽 풍경은 오른쪽보다 낮다 다시 말해 두 부분이 하나로 이어진 것이라고 볼 수 없다. 사실상 거기에 인물 자체와 《모나리자〉의 미소에 의해 감춰지고 변형된 간격인 단절이 있다. 《모나리자》의 입술은 오른쪽으로 약간 올라가 있다. (좀 더 높게 그려진 오른쪽 풍경 쪽으로) 양쪽 두 풍경 사이의 불가능한 이행이 인물 속에서 바로 인물의 미소를 통해 실현되었다.
레오나르도는 오비디우스 예찬론자로 《변신 이야기》를 열심히 읽었다. 레오나르도는 오비디우스와 마찬가지로 최고의 미란 바로 덧없음, 즉 시간의 무상함이라고 생각했다. 《변신 이야기》에 나오는 헬레나는 ‘제 모습이 오늘은 아름답지만 시간이 흐르면 과연 어떻게 변할까요?’라는 말을 한다 이는 시간의 무상함을 보여준다. 레오나르도는 《모나리자》에 바로 이런 우주적 사색과 통찰을 투영한 것이다. 바로 미소의 덕이기 때문이다. 미소란 덧없는 것으로 짧게 스치는 작은 웃음으로 얼굴에 잠시 머물 뿐이다. 또한 페드레티에 따르면 풍경에서의 다리는 시간의 흐름을 상징한다 다리가 있다는 것은 강물이 있다는 것인데 강물은 덧없이 흐르는 시간의 상징이다. 이에 《모나리자》의 핵심 주제는 시간이라고 볼 수 있다.